# Parampara
Parampara (sanskrit et pāli: परम्परा, paramparā) désigne dans l'hindouisme, le jaïnisme et le bouddhisme, une lignée de maîtres, c'est-à-dire de gurus-disciples qui s'instruisent d'une génération à l'autre. Plusieurs exemples de Parampara sont très connus, comme pour Adi Shankara. 
Le terme s'applique aussi aux lignées de maîtres et disciples dans le bouddhisme, où le terme renvoie le plus souvent à un enseignement transmis oralement depuis les origines en Inde, et en particulier depuis le Bouddha jusqu'au temps présent. Si cette transmission occupe une place particulièrement importante en Asie de l'Est, dans les écoles ch'an et zen, et dans le bouddhisme tantrique, elle n'en pas moins un élément qui marque tout le monde bouddhique, et qui comprend aussi les lignages de moines et de moniales.